# Wilhelm Dilthey
Wilhelm Dilthey (pronunciación en alemán: /ˈvɪlhɛlm ˈdɪltaɪ/; Wiesbaden-Biebrich, 19 de noviembre de 1833-Seis am Schlern, 1 de octubre de 1911) fue un filósofo, historiador, sociólogo, psicólogo y hermeneuta alemán. Es una de las figuras más destacadas del historicismo alemán.
Como profesor de filosofía en las universidades de Basilea, Kiel, Breslau y Berlín, combatió el dominio ejercido en el ámbito del conocimiento por las ciencias naturales ‘objetivas’; pretendía establecer unas ciencias 'subjetivas' de las humanidades (Geisteswissenschaften) como disciplina metodológicamente diferenciada. Según Dilthey, estos estudios humanos (que incluyen derecho, religión, arte e historia) deberían centrarse en una “realidad histórica-social-humana”. Afirmaba que el estudio de las ciencias humanas supone la interacción de la experiencia personal, el entendimiento reflexivo de la experiencia y una expresión del espíritu en los gestos, palabras y arte. Dilthey razonó que todo saber debe analizarse a la luz de la historia; sin esta perspectiva el conocimiento y el entendimiento solo pueden ser parciales. La vida es una misteriosa trama de azar, destino y carácter es un pensamiento suyo considerado por José Ortega y Gasset en su ensayo sobre Dilthey y la idea de la vida.

## Vida y obra
Wilhelm Dilthey nació el 19 de noviembre de 1833 en Biebrich am Rhein. Era hijo de un pastor protestante, y por fidelidad a su padre, más que por vocación religiosa, optó por estudiar inicialmente teología. Aun así, ya en esta época su verdadero interés se dirigía a los estudios históricos, la filología y, especialmente, hacia la filosofía. Su pasión por esta, confesaría Dilthey, nació cuando a los dieciséis años leyó la "Lógica" de Immanuel Kant.
Comenzó sus estudios en la universidad de Heidelberg donde pudo tener un primer acercamiento al neokantismo a través de las lecciones de Kuno Fischer, el gran precursor del neokantismo. Tras tres semestres en Heidelberg se traslada a Berlín, corría el año 1853. En Berlín tomó contacto con grandes figuras de la ciencia histórica de la época y de la filología floreciente en Alemania. Entre los grandes historiadores que pudo conocer cabe destacar: Ranke, Ritter o Mommsen y conoció a figuras de la talla de Grimm o Boeckh. En este ambiente terminó sus estudios en 1856 y emprendió una breve etapa de docencia en la educación secundaria, tras la cual pasará a dedicarse íntegramente a la investigación.
Comenzó investigando la historia de la Iglesia y es en esta etapa cuando conoce la obra de un autor que marcaría el resto de su producción teórica, este fue el teólogo y filósofo Friedrich Daniel Ernst Schleiermacher (1768-1834). Nace así el proyecto de publicar una detallada biografía de Schleiermacher, cuyo primer tomo aparecerá en 1870 con el título de "Vida de Schleiermacher". De este modo Dilthey pasa a ser uno de los pensadores del círculo hermenéutico.
En sus primeros años dedicados a la investigación logró grandes progresos 
académicos, en 1866 es llamado a Basilea para ocupar una cátedra, dos años después, en 1868, acude a Kiel en cuya universidad también impartirá clases; posteriormente, en 1871, pasa a Breslau hasta que en 1882 ve colmadas sus aspiraciones al lograr una cátedra en Berlín donde se quedará hasta su muerte.
Es en Berlín donde comienzan a salir a la luz sus primeras publicaciones. En 1883 publica el primer volumen de la "Introducción a las ciencias del espíritu", cuya anunciada segunda parte jamás vería la luz; en 1890 publica un estudio titulado Acerca del origen y legitimidad de nuestra creencia en el mundo exterior; en 1894 ve la luz "Ideas acerca de una psicología descriptiva y analítica", obra que recibió durísimas críticas por parte de la psicología experimental. Tras esta obra, y quizá motivado por las críticas, Dilthey optó por una larga etapa sin publicar obra alguna. No sería hasta 1905 que otra obra suya viera la luz, esta lleva por título La historia del joven Hegel. En esta etapa Dilthey puso en marcha la edición de las obras completas de Leibniz. En 1906 Dilthey publicó la obra que le dio la fama y resonancia pública, esta lleva por título La vivencia y la poesía, donde recopila estudios realizados por él acerca de Lessing, Goethe, Novalis y Hölderlin. Siguiendo la estela del éxito cosechado publica en 1907 la obra titulada "La esencia de la filosofía". En 1910 publicó La estructuración del mundo histórico, y un año después, en 1911 Los tipos de la concepción del mundo y su constitución en sistemas metafísicos.
Mientras pasaba sus vacaciones en Seis, en el Tirol, fallece repentinamente, dejando inconcluso el segundo tomo de la obra Vida de Scheleiermacher.

## Aportes a la teoría hermenéutica
Dilthey comenzó el estudio de la hermenéutica inspirado por los trabajos de Friedrich Schleiermacher, autor ya olvidado en aquella época y que forma parte del movimiento romántico alemán. Dilthey puede ser considerado como un tipo empirista, sin embargo, sus trabajos empíricos no son exactamente iguales a los de los empiristas ingleses en lo que respecta a los presupuestos epistemológicos. La escuela hermenéutica inspirada por el romanticismo  alemán siempre puso mucho énfasis en que el intérprete puede emplear su capacidad de comprensión y penetración en combinación con el contexto cultural e histórico del texto abordado para así obtener el sentido original del texto.
Wilhelm Dilthey jamás dejó de aspirar a la posibilidad de una interpretación objetiva y universalmente válida de los textos, esta pretensión fue descartada mucho después de su muerte (especialmente tras los 1950) en las principales corrientes hermenéuticas tras los estudios de Hans-Georg Gadamer.
Wilhelm Dilthey estuvo muy interesado en lo que hoy podríamos llamar sociología. Realizó duras objeciones a los presupuestos evolucionistas  de Auguste Comte y Herbert Spencer, los cuales consideraban que la evolución de la sociedad hacia mejores estructuras era inevitable, cuestión que Dilthey no compartía. 
Dilthey aplicó el nombre que Friedrich Schleiermacher había dado al proceso de investigación hermenéutica que había fundado y también llamó a dicho proceso círculo hermenéutico. Este método fue considerado por Dilthey crucial para aportar el fundamento necesario a las Geisteswissenschaften ("ciencias del espíritu"). Que el proceso sea circular hace referencia a la interdependencia (circular y no inmediata) de significado entre el todo y sus partes, esto resulta clave en el círculo hermenéutico.

## Weltanschauungen
Dilthey desarrolla una tipología de los tres básicos Weltanschauungen o cosmovisiones, a las que considera "típicas" (comparable a la noción de "tipos ideales" de Max Weber) y las formas contradictorias de concebir la relación del hombre con la naturaleza .

- En el naturalismo, representado por epicúreos de todo tiempo y lugar: el hombre se ve a sí mismo como determinado por la naturaleza.
- En el idealismo de la libertad (o el idealismo subjetivo), creación ateniense y representada por Friedrich Schiller e Immanuel Kant: el hombre es consciente de su separación de la naturaleza por su libre albedrío.
- En el idealismo objetivo, representado por G. W. F. Hegel, Baruch Spinoza y Giordano Bruno: el hombre es consciente de su armonía con la naturaleza.

Este enfoque ha influenciado a Karl Jaspers en su obra Psicología de las cosmovisiones y a Rudolf Steiner.
Respecto a la época de transición entre la Antigüedad y el mundo moderno, denominada por Dilthey "etapa teológico-metafísica" de los pueblos modernos (comprendería buena parte de la Edad Media: c. 500-c. 1350), estaría fundamentada en una ontología racional académica caracterizada por la fe, la autoridad de la Iglesia y una creencia acrítica («infantil») en la tradición escrita. La escolástica se encargó de realizar, durante esta fase, un «trabajo estéril de análisis, elaboración y alambicamiento» sobre los conceptos trascendentes que habían sido inventados en el periodo anterior (Antigüedad tardía) sustrayéndose al control de la experiencia.

## Distinción entre ciencias
Wilhelm Dilthey rechazaba abiertamente el modelo epistemológico de las Naturwissenschaften, "ciencias naturales", esto es, el método científico propio de las ciencias naturales. Esto le condujo a proponer el desarrollo separado de un modelo para las "Geisteswissenschaften", "ciencias humanas" o "ciencias del espíritu", p. ej., filosofía, psicología, historia, filología, sociología, etc. Su argumento se centraba en torno a la idea de que las ciencias naturales explican los fenómenos en términos de causa y efecto; por el contrario, en las ciencias humanas el mecanismo fundamental para comprender los fenómenos no es el principio de causa y efecto sino el empleo de la comprensión y penetración humana. En las ciencias sociales defendía, al igual que Max Weber el empleo de los dos métodos de conocimiento. Los principios de las ciencias del espíritu habían de ser empleados especialmente en la interpretación de textos, tanto textos antiguos, trabajos religiosos, jurídicos, etc. como ensayos filosóficos.

## Algunas publicaciones
Wilhelm Dilthey: Selected Works fue publicado por Princeton University Press bajo la edición de Rudolf A. Makkreel & Frithjof Rodi.
Vols. publicados
- I: Introduction to the Human Sciences
- II: Understanding the Human World: Selected Works of Wilhelm Dilthey (2010) 312 pages.
- III: The Formation of the Historical World in the Human Sciences
- IV: Hermeneutics and the Study of History
- V: Poetry and Experience

Wilhelm Dilthey, publicados por Vandenhoeck & Ruprecht:
- 1: Einleitung in die Geisteswissenschaften
- 2: Weltanschauung und Analyse des Menschen seit Renaissance und Reformation
- 3: Studien zur Geschichte des deutschen Geistes
- 4: Die Jugendgeschichte Hegels und andere Abhandlungen zur Geschichte des Deutschen Idealismus
- 5: Die geistige Welt
- 6: Die geistige Welt
- 7: Der Aufbau der geschichtlichen Welt in den Geisteswissenschaften
- 8: Weltanschauungslehre
- 9: Pädagogik
- 10: System der Ethik
- 11: Vom Aufgang des geschichtlichen Bewußtseins
- 12: Zur preußischen Geschichte
- 13: Leben Schleiermachers. Erster Band
- 14: Leben Schleiermachers. Zweiter Band
- 15: Zur Geistesgeschichte des 19. Jahrhunderts
- 16: Zur Geistesgeschichte des 19. Jahrhunderts
- 17: Zur Geistesgeschichte des 19. Jahrhunderts
- 18: Die Wissenschaften vom Menschen, der Gesellschaft und der Geschichte
- 19: Grundlegung der Wissenschaften vom Menschen, der Gesellschaft und der Geschichte
- 20: Logik und System der philosophischen Wissenschaften
- 21: Psychologie als Erfahrungswissenschaft
- 22: Psychologie als Erfahrungswissenschaft
- 23: Allgemeine Geschichte der Philosophie
- 24: Logik und Wert
- 25: Dichter als Seher der Menschheit
- 26: Das Erlebnis und die Dichtung

La traducción al español de las más importantes obras de Dilthey fue realizada por el filósofo y escritor exiliado vasco Eugenio Ímaz (1900-1951). En esta labor contó con la ayuda de su esposa Hilde Janhnke.